# Lex specialis derogat generali
Lex specialis derogat generali (от латински: специалния закон отменя (замества) общия ) е принцип на правото, датиращ от римско време и възприет от римското право.
Този принцип се свежда до случаите на конкуренция между правни норми от общия (generalis) и специалния (specialis) закон, като в такъв случай вторите се ползват с предимство или имат примат над първите, включително и в случаите на тълкуване на правото. Приема се, че това е така, защото обичайно първите регулират родово определен тип обществени отношения в правните дялове, а вторите – видово този род в правните отрасли. 
Този принцип на правото е възприет повсеместно в теорията и законодателството на много страни, включително и с различни правни системи (на общото право и т.н., като сред страните които го спазват са Германия, САЩ, Япония, Норвегия и др.). 